# Ohmi Railway
Ohmi Railway Co., Ltd. (近江鉄道株式会社, Ōmi Tetsudō Kabushiki-gaisha) est une compagnie de transport de passagers qui exploite trois lignes ferroviaires dans la préfecture de Shiga au Japon. La compagnie gère également un réseau de bus, des taxis et un téléphérique et a des activités dans le tourisme, les assurances et l'immobilier. Son siège social se trouve dans la ville de Hikone. Son nom fait référence à l'ancienne province d'Ōmi.

## Histoire
La compagnie a été fondée le 16 juin 1896. Elle appartient au groupe Seibu depuis 1943.

## Lignes
La compagnie possède trois lignes.
| Ligne            | Nom japonais | Terminus                   | Longueur (km) | Gares |
| ---------------- | ------------ | -------------------------- | ------------- | ----- |
| Ligne principale | 本線         | Maibara - Kibukawa         | 47,7          | 25    |
| Ligne Yōkaichi   | 八日市線     | Yōkaichi - Ōmihachiman     | 9,3           | 7     |
| Ligne Taga       | 多賀線       | Takamiya - Taga Taisha-mae | 2,5           | 3     |

## Matériel roulant

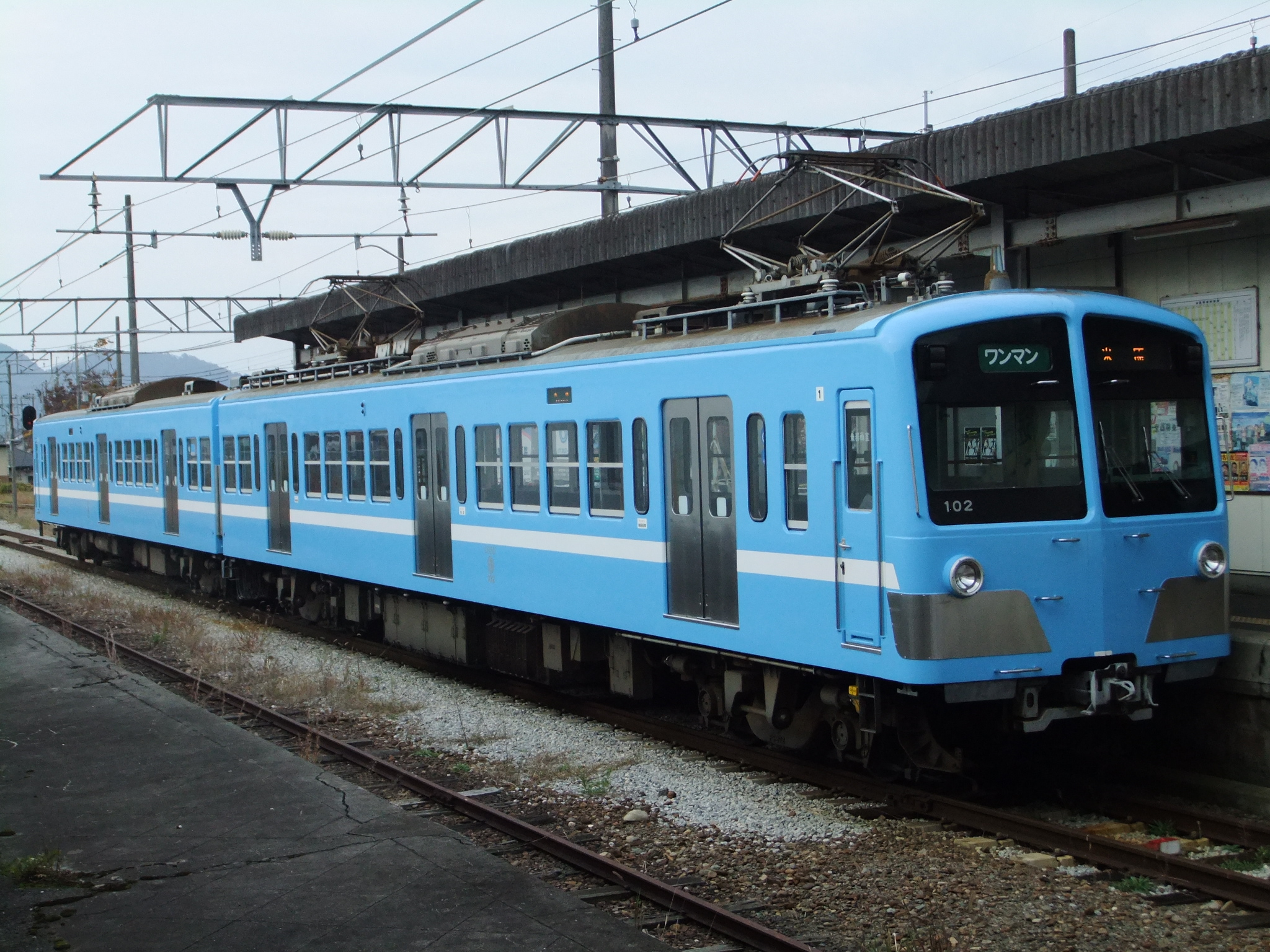
Série 100 (ex-Seibu 101)
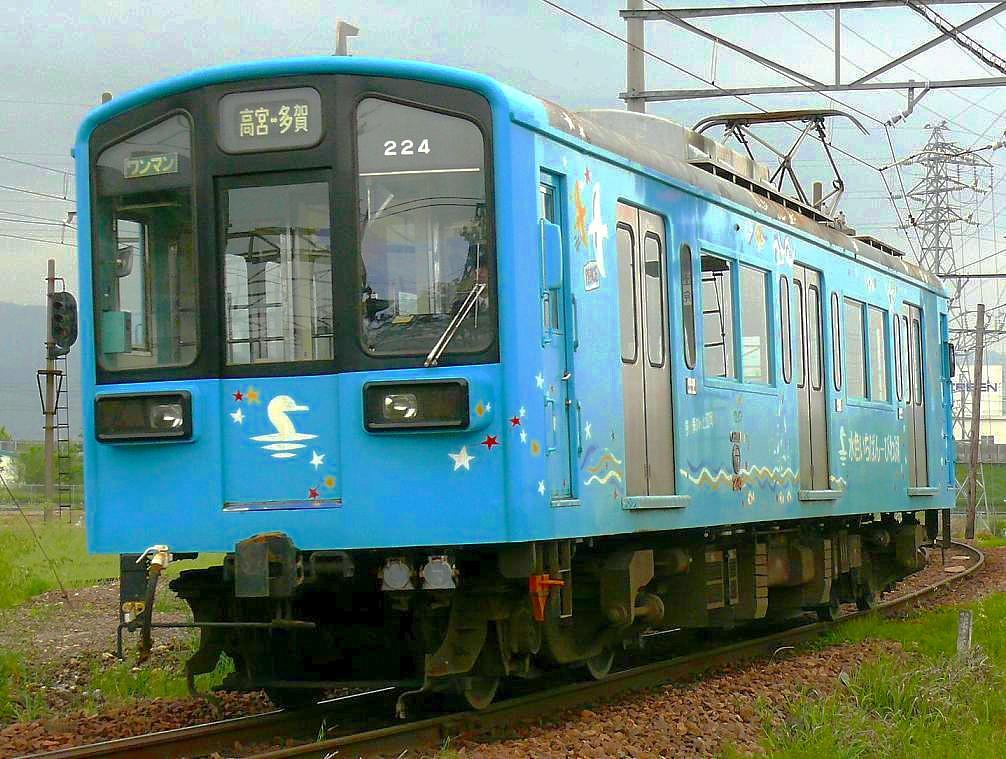
Série 220
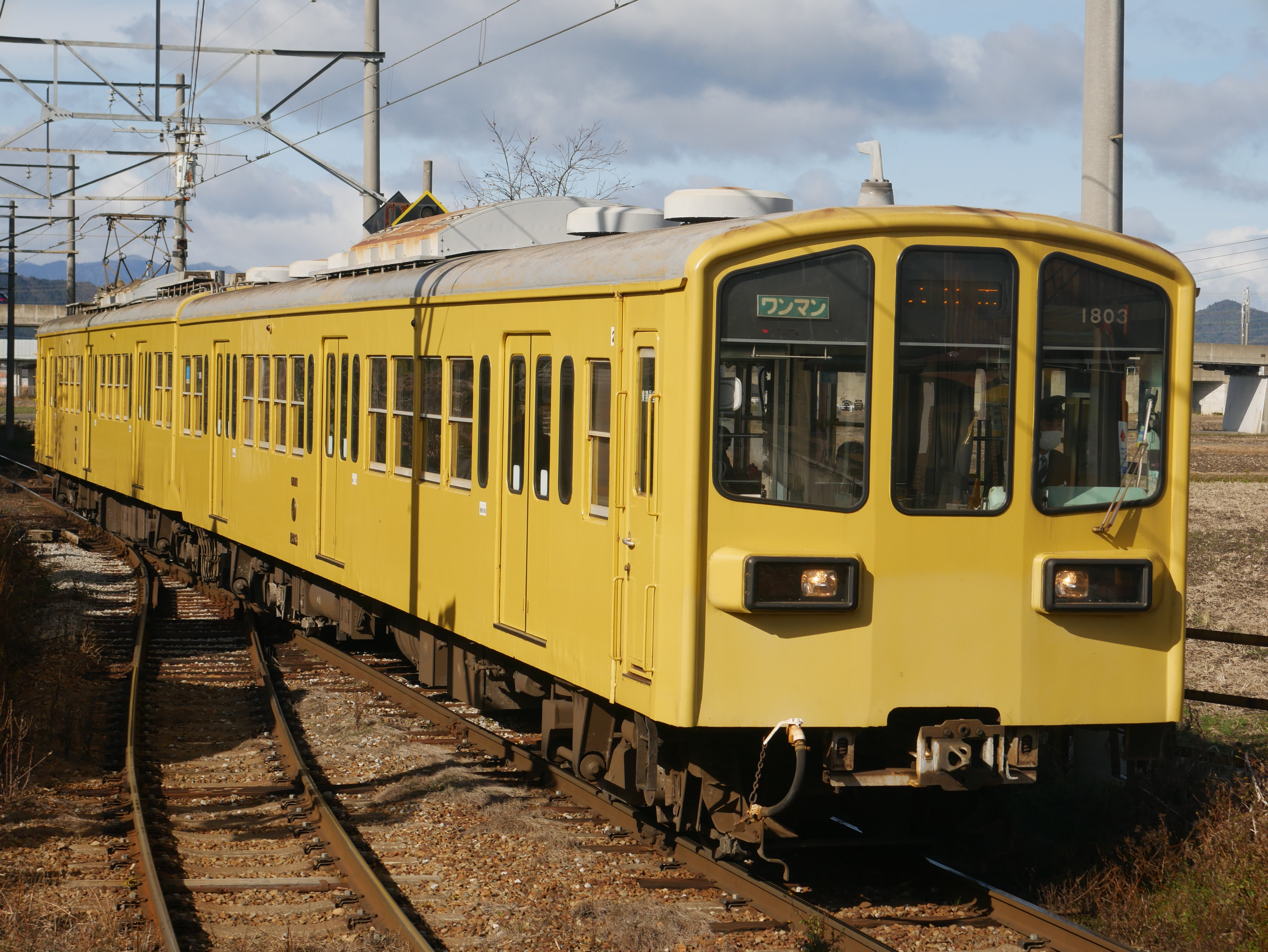
Série 800/820
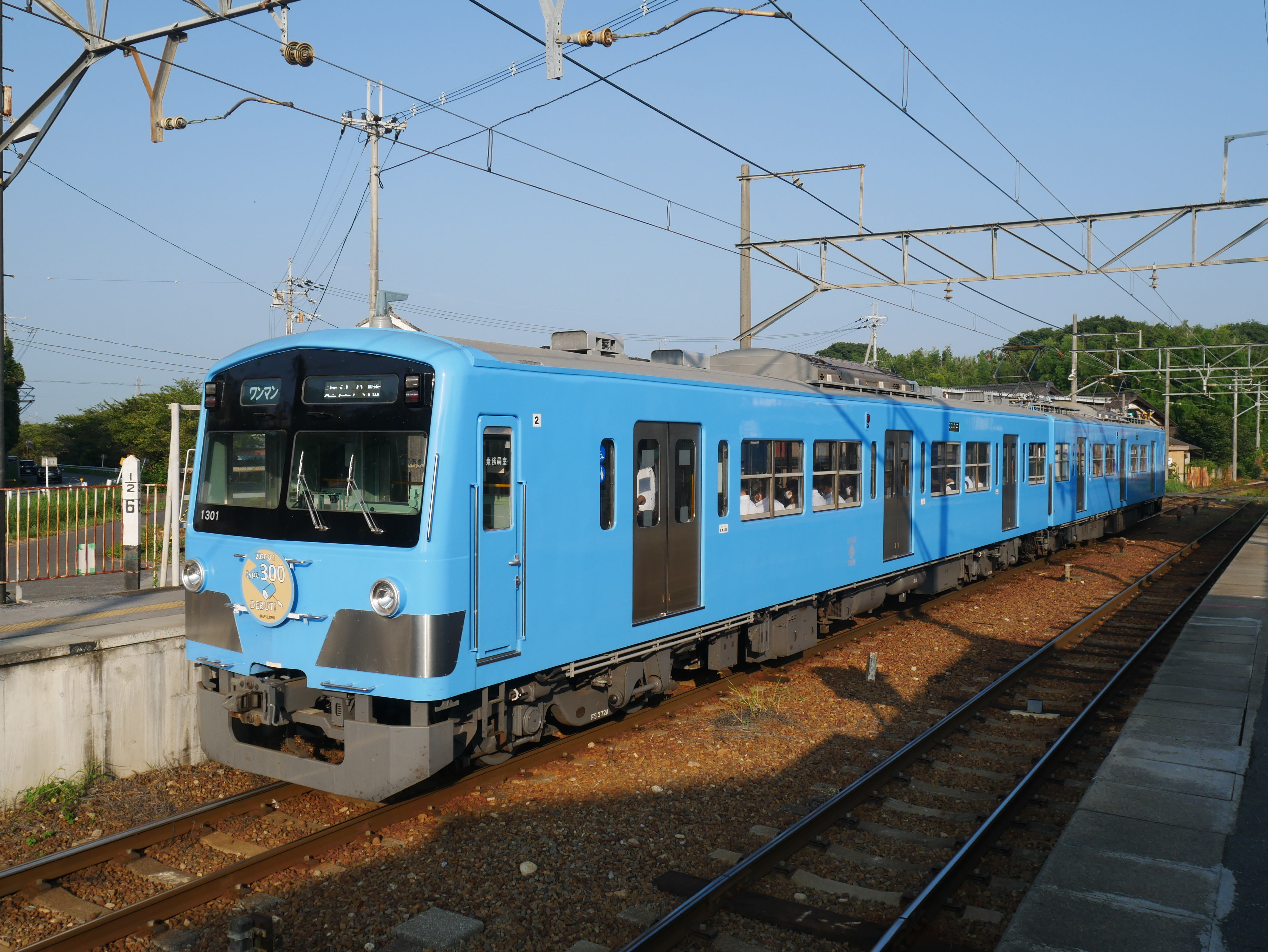
Série 300 (ex-Seibu 3000)
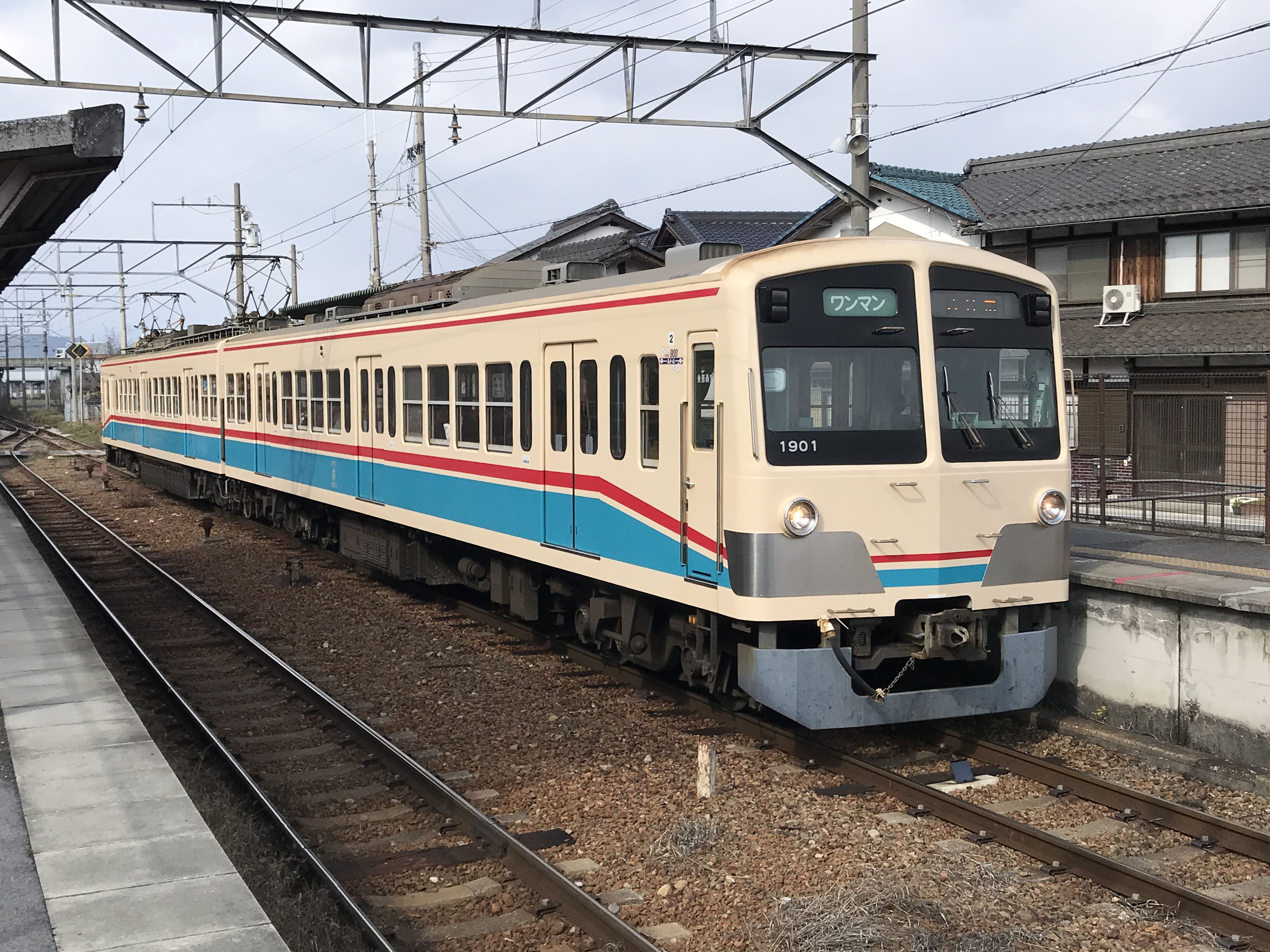
Série 900 (ex-Seibu 101)